# Stephanie Cardone
Stephanie Cardone Fulop  (Caracas, 15 de mayo de 1987) es una comunicadora social, actriz y modelo venezolana. 
Con solo 10 años empezó su preparación como actriz lo que le permitió interesarse en este mundo. En 2009 se gradúa de comunicadora social y se presenta profesionalmente en las tablas.
En el 2011 debuta  en la televisión de la mano del escritor Martín Hahn en la novela de misterio La Viuda Joven, con el personaje de Sonia la misteriosa ama de llaves de la baronesa Inma Von Parker.

## Biografía
Sus primeros años transcurrieron en el colegio Simón Bolívar y Giuseppe Garibaldi. A los 10 años le dice a su tía Catherine Fulop, que quiere ser actriz, quien le aconseja que se prepare de forma integral. Su madre Maribel Fulop, viendo su interés la inscribe en la academia Childrens Models, una escuela que tenía talleres tanto de actuación como de etiqueta y protocolo.
A los 18 años retoma la actuación, estudiando en Kinnard Academy y a los 21 años ingresa en la escuela de Augusto Fernandes en Buenos Aires, Argentina, regresa a su tierra natal e ingresa en el grupo teatral Skena, debutando en las tablas de manera profesional con la obra "La Pareja Dispareja" junto a los actores Luigi Sciamanna y Armando Cabrera, bajo la dirección de Armando Álvarez Esáa, el mismo año (2009) se gradúa de comunicadora social mención audiovisual, en la Universidad Santa María.
Ha tomado clases de actuación, expresión corporal, voz, dicción y acento neutro con figuras reconocidas en el medio artístico venezolano e internacional como Paul Calderón, Henry Galué, Armando Álvarez, Ralph Kinnard, Iván Olivares, Matilda Corral, Felicia Canetti, entre otros.
No es si no hasta el año 2011 cuando debuta en la televisión de la mano del escritor Martín Hahn y tiene la oportunidad de encarnar el personaje de Sonia, la incondicional ama de llaves de la baronesa Inma Von Parker en La Viuda Joven, un personaje que crece en presencia e importancia según se va desarrollando la trama de la estelar novela de Venevisión, mereciendo el reconocimiento del público al recibir el premio Universo del Espectáculo como actriz revelación en dramáticos.
Desde entonces ha participado en dramáticos como Dulce amargo y Los secretos de Lucía y obras de teatro como La Ratonera de Agatha Christie interpretando a la Señorita Casewell.

## Telenovelas
- La Viuda Joven (2011) Venevisión, como Sonia
- Dulce amargo (2012) Televen, como Carlota Miravalles
- Los secretos de Lucía (2014) Venevisión, como Guardiana Solórzano
- Virgen de la calle (2014) RTI Producciones Televen y RCTV, como Susana Cabrera

## Teatro
- La Pareja Dispareja (2009)
- Besos para la Bella Durmiente (2011)[2]
- El Príncipe Feliz (2012)
- La Ola  (2012)
- Sexperiencias (2012)
- La Ratonera (2013)[3]
- El Mago de Oz (2013-2014)
- Boeing boeing (2014)
- Yo Madonna (2015)[4]
- La Calva Diva (2015)[5]

## Comerciales
- Navidad con Movilnet  (2009)
- HBO Latinoamérica (2009)

## Premios y reconocimientos
En julio del 2012 recibe el Premio Universo del Espectáculo, como Actriz Revelación, por su destacado desempeño en el papel de Sonia en la La Viuda Joven.